# Ahépé
Ahépé est un village du Togo, situé dans la Région maritime, à environ 70 km au nord-est de Lomé, la capitale Togo, et à 12 km de Tabligbo, chef-lieu de la préfecture de Yoto.

## Démographie et économie
La localité est composée de 11 quartiers et compte environ 19 000 habitants selon le recensement de 2020, avec une population essentiellement jeune, dont plus de 50 % a moins de 35 ans. L'activité économique principale repose sur une agriculture familiale, dont les principales productions sont le maïs, le manioc, l'igname et le tarot. Par ailleurs, la production de sodabi – une boisson locale élaborée à partir du vin de palmier à huile – constitue une activité emblématique de la ville, dont la commercialisation s'étend au Togo et dans la sous-région ouest-africaine.
Le commerce y est peu développé, le marché du village, qui s'anime chaque mardi, étant le principal lieu d'échanges. On y trouve principalement des produits issus de l'agriculture locale ainsi que des produits importés. Ce marché attire des commerçants venus d'Ahépé, des villages environnants, ainsi que de pays limitrophes tels que le Bénin et le Ghana.
Depuis les élections municipales de 2019, le village occupe le statut de chef-lieu de la commune de Yoto 2.